# Skupina Kletter
Skupina Kletter (izvirno nemško Gruppe Kletter) je bil korpus avstro-ogrske kopenske vojske, ki je bil aktiven med prvo svetovno vojno.

## Zgodovina
Korpus je obstajal med novembrom 1917 in januarjem 1918, ko je bil preimenovan v 6. korpus.

## Poveljstvo
Poveljniki (Kommandanten)
- Ernst Kletter von Gromnik: november 1917 - januar 1918

Načelniki štaba (Stabchefs)
- Rudolf Pfersmann von Eichenthal: november 1917 - januar 1918